# Bocska
Bocska è un comune dell'Ungheria di 364 abitanti (dati 2001). È situato nella contea di Zala.